# Croix de guerre 1914-1918 (Francia)
La Croix de guerre 1914–1918 è una decorazione militare francese, istituita al fine di ricompensare gli atti di coraggio in tempo di guerra. La medaglia venne istituita il 2 aprile 1915, durante la Grande guerra.

## Creazione
Nel 1914, a differenza della Gran Bretagna, Germania o altri belligeranti, la Francia non aveva un'onorificenza specifica per onorare gli atti di coraggio in tempo di guerra; la Legion d'Onore e la Medaglia militare potevano svolgere comunque questo ruolo. Già nell'autunno del 1914, emerse l'idea di istituire un'onorificenza di questo tipo, sostenuta in particolare da Maurice Barrés. Nel dicembre del 1914, un disegno di legge in tal senso fu presentato al Parlamento, che infine adottò il progetto approvando la legge che istituiva la Croce di Guerra nell'aprile del 1915. Ancora prima dell'adozione definitiva della legge, fu indetto un concorso, a cui parteciparono diversi artisti, per proporre un disegno che soddisfacesse determinati criteri: un nastro verde e rosso che ricordasse quello della Medaglia di Sant'Elena, una croce, ecc.. Fu scelto il disegno proposto dal Sindacato dei Fabbricanti degli Ordini. Inizialmente (con decreto dell'aprile del 1915), la Croce di Guerra avrebbe dovuto essere assegnata ai combattenti citati individualmente per atti di guerra. Sebbene non specificato, veniva conferita sia a combattenti francesi che stranieri. Il suo riconoscimento era esteso anche a menzioni collettive (città o villaggi particolarmente colpiti durante la guerra, unità militari).
Si tratta di una croce di bronzo il cui rovescio, inizialmente recante le date 1914-1915, veniva modificato annualmente fino alla vittoria, da cui i rovesci 1914-1916, 1914-1917 e 1914-1918. La Prima guerra mondiale iniziò nel 1914 e terminò nel 1918, perciò il nome finale della decorazione fu "Croix de guerre 1914–1918". Esistono diverse varianti di fabbricazione, così come modelli di lusso in metalli preziosi (argento, argento dorato, oro). Il suo nastro poteva essere decorato con diverse insegne distintive :
- una stella di bronzo
- una stella d'argento
- una stella in argento
- una palma di bronzo; una palma d'argento sostituì cinque palme di bronzo (decreto del 1917)

## Insegne
- La medaglia venne disegnata dallo scultore Paul-Albert Bartholomé. Essa era di 37 mm di diametro e rappresentava una croce a quattro braccia con due spade incrociate sul retro. Il medaglione centrale riporta il profilo della Marianna francese con il berretto frigio attorniata dalle parole «République française». Il retro della medaglia mostra le date del conflitto: in un primo momento furono 1914–1915 poi 1914–1916, 1914–1917 ed infine 1914–1918. Grazie a ciò è possibile stabilire correttamente la datazione della concessione della medaglia.
- Il nastro è verde con sette strisce rosse verticali

### Segni distintivi
Per quanti si fossero distinti in dispacci si applicavano i seguenti segni distintivi :
- stella di bronzo per quanti fossero stati menzionati a livello di reggimento o brigata;
- stella d'argento per quanti fossero stati menzionati a livello di divisione;
- stella d'argento e smalti per quanti fossero stati menzionati a livello di corpo d'armata;
- palma di bronzo per quanti fossero stati menzionati a livello di armata;
- palma d'argento per quanti fossero stati menzionati cinque volte a livello di armata.

| Nastri           |                  |                  |                           |                 |                 |
| Nastro ordinario | Stella di bronzo | Stella d'argento | Stella d'argento e smalti | Palma di bronzo | Palma d'argento |